# Storabborrtjärnen (Särna socken, Dalarna)
Storabborrtjärnen är en sjö i Älvdalens kommun i Dalarna och ingår i Dalälvens huvudavrinningsområde.